# Patriarchi di Alessandria
La presente voce contiene la cronotassi dei vescovi e Patriarchi di Alessandria d'Egitto dall'anno 42.
Dopo il Concilio di Calcedonia del 451, si verificò uno scisma in Egitto tra coloro che accettarono e quelli che rigettarono le decisioni del Concilio (i primi chiamati "calcedoniani", i secondi "miafisiti"). Nei decenni successivi al concilio il patriarca fu l'espressione di uno o dell'altro gruppo. Spesso le due correnti riconobbero lo stesso patriarca. Dopo il 536 ciascuno dei due gruppi iniziò a scegliere il proprio patriarca: iniziarono così due diverse linee di successione. I miafisiti fondarono la Chiesa ortodossa copta (chiamati comunemente "copti"), mentre i calcedoniani fondarono il patriarcato greco-ortodosso di Alessandria, parte della più grande Chiesa ortodossa, in comunione con la Chiesa cattolica fino al Grande Scisma del 1054.

## Prima del 536

### Vescovi di Alessandria (42-231)
- San Marco (42–62) - evangelista
- Sant'Aniano (62–84)
- Sant'Avilio (84–98)
- Cerdone (98–109)
- Primo (109–121)
- Giusto (121–131)
- Eumene (131–143)
- Marco II (143–154)
- Celadio (154–167)
- Sant'Agrippino (167–180)
- Giuliano (180–189)
- San Demetrio (189–231)

### Patriarchi di Alessandria (231-536)
- Sant'Eraclio (231–248)
- San Dionisio (248–265)
- San Massimo (265–282)
- San Teona (282–300)
- San Pietro I (300–311)
- Sant'Achilla (312–313)
- Sant'Alessandro I (313–328), partecipò al Concilio di Nicea I sulla controversia ariana
- Sant'Atanasio I (328–339)
  - Gregorio (339–344), usurpatore ariano
- Sant'Atanasio I (344–357), seconda volta
  - Giorgio (357–361), usurpatore ariano
- Sant'Atanasio I (361–373), terza volta
- Pietro II (373–380)
  - Lucio (375–378), usurpatore ariano
- Timoteo I (380–384), partecipò al Concilio di Costantinopoli I
- Teofilo I (384–412)
- San Cirillo I (412–444), si oppose a Nestorio al Concilio di Efeso
- Dioscoro I (444–451), partecipò al Secondo concilio di Efeso ed al Concilio ecumenico di Calcedonia. A Calcedonia i decreti del secondo concilio di Efeso vennero condannati e Dioscoro fu deposto dalla cattedra alessandrina. I miafisiti, però, continuarono a riconoscere Dioscorso patriarca fino alla sua morte nel 454.
- Proterio (451-457), calcedoniano. Fu deposto da un sinodo locale copto presieduto da Timoteo II.
- Timoteo II (457-460), miafisita.
- Timoteo III (460-475), calcedoniano. Non riconosciuto dai miafisiti che continuarono a riconoscere Timoteo II.
  - Timoteo II (475-477), miafisita. Riesce a deporre Timoteo III.
- Pietro III (477), miafisita, riconosciuto dai copti fino alla sua morte nel 489.
  - Timoteo III (477-481), calcedoniano. Riesce a deporre Pietro III, ma non è riconosciuto dai miafisiti che continuano a riconoscere Pietro III.
- Giovanni I Talaia (481-482)[1], calcedoniano. I miafisiti continuano a riconoscere Pietro III.
  - Pietro III (482-489), miafisita.
- Atanasio II (489-496), miafisita.
- Giovanni I (II) (496-505)[2], miafisita. Riconosciuto come Giovanni II dalla Chiesa ortodossa e dalla Chiesa cattolica.
- Giovanni II (III) (505-516), miafisita. Riconosciuto come Giovanni III dalla Chiesa ortodossa e dalla Chiesa cattolica.
- Dioscoro II (516-517), miafisita.
- Timoteo III (IV) (517-535), miafisita. Riconosciuto come Timoteo IV dalla Chiesa ortodossa e dalla Chiesa cattolica.
- Teodosio I (535-536), miafisita. La Chiesa ortodossa copta lo riconosce fino alla sua morte nel 566.
  - Gaiano (535), opposto a Teodosio I.

Nel 536 i calcedoniani rifiutarono di riconoscere Teodosio come valido patriarca ed elessero Paolo di Alessandria, di conseguenza si formarono le due chiese indipendenti: la Chiesa greco-ortodossa di Alessandria e la Chiesa ortodossa copta.